# Stemodiopsis ruandensis
Stemodiopsis ruandensis är en tvåhjärtbladig växtart som beskrevs av Eb. Fischer. Stemodiopsis ruandensis ingår i släktet Stemodiopsis och familjen Linderniaceae. Inga underarter finns listade i Catalogue of Life.